# Astragalus collenettiae
Astragalus collenettiae es una especie de planta del género Astragalus, de la familia de las leguminosas, orden Fabales.
Fue descrita científicamente por Hedge & Podlech.